# Breno Henrique Vasconcelos Lopes
Breno Henrique Vasconcelos Lopes (* 24. Januar 1996 in Belo Horizonte im brasilianischen Bundesstaat Minas Gerais; auch kurz Breno bzw. Breno Lopes genannt) ist ein brasilianischer Fußballspieler, der seit November 2020 beim brasilianischen Erstligisten Palmeiras São Paulo unter Vertrag steht. Er gehört als Siegtorschütze in der Copa Libertadores 2020 zu den historischen Fußballspielern der Vereinsgeschichte von Palmeiras São Paulo.

## Karriere
Breno Lopes begann 2016 seine Profikarriere bei Joinville EC in der Staatsmeisterschaft von Santa Catarina. Danach wurde er bis Ende 2016 an Grêmio Esportivo Juventus aus Jaraguá verliehen. Nach seiner Rückkehr verbrachte er zwei Saisons mit Joinville EC in der brasilianischen Drittliga-Série-C.
Im Januar 2019 wechselte Breno Lopes zum Ligakonkurrenten EC Juventude und nahm an der Staatsmeisterschaft von Rio Grande do Sul teil, des Weiteren erreichte er mit der drittklassigen Mannschaft das Achtelfinale des Copa do Brasil 2019 und stiegen im Ligawettbewerb in die brasilianische Zweitliga Série B auf. Nachdem Aufstieg wurde er im Oktober 2019 bis Ende 2019 an den Zweitligisten Figueirense FC verliehen und Breno Lopes verhalf der Mannschaft, unter anderem mit seinen Toren, den Klassenerhalt zu sichern. Anschließend wurde er im Januar 2020 erneut verliehen, diesmal an Athletico Paranaense bis Ende April 2020 und nahm somit an der Staatsmeisterschaft von Paraná teil.
Nach seiner Rückkehr von der Leihe entwickelte er sich in der Saison 2020 der Série B zu einem der erfolgreichsten Torschützen der Ligasaison, woraufhin der Confederação Brasileira de Futebol (CBF) ihn im Oktober 2020 zum Spieler des Monats der Série B des vergangenen Monats ernannte. Mit seinen erzielten Toren verhalf er EC Juventude zum erneuten Aufstieg, diesmal in die höchste Ligaspielklasse der Série A. Auf seine fußballerischen Leistungen wurde der brasilianische Erstligist und Copa-Libertadores-Teilnehmer Palmeiras São Paulo aufmerksam und verpflichteten ihn im November 2020 während der noch laufenden Saison. Im Januar 2021 wurde Breno Lopes im Copa Libertadores Finale 2020 zum Schlüsselspieler, indem er fünf Minuten vor dem regulären Spielzeitende als Jokerspieler eingewechselt wurde und in der neunten Minute der Nachspielzeit (90.+9') das entscheidende Tor zum 1:0-Sieg einköpfte und somit seine Mannschaft zum Copa-Libertadores-Triumph führte.
Dem vorherigen Triumph schloss sich im März 2021 der Copa do Brasil 2020 an, wofür Breno Lopes für den Palmeiras São Paulo nicht spielberechtigt war, weil er in der gleichen Pokalsaison bereits für den EC Juventude im Einsatz war. Am 27. November 2021 konnte Breno Lopes mit dem Klub den Titel in der Copa Libertadores gegen Flamengo Rio de Janeiro verteidigen, wo er aber im Finalspiel nicht zum Einsatz kam. Später im Dezember 2021 beendete er mit Palmeiras die Série A 2021 als Meisterschaftsdritter und erzielte als 17-facher Einwechselspieler fünf Tore und gab eine Torvorlage. Damit war Breno Lopes der erfolgreichste Jokerspieler der Saison. Im Februar 2022 nahm er mit seiner Mannschaft an der verspäteten FIFA-Klub-Weltmeisterschaft 2021 teil und erspielten sich den zweiten Platz, indem sie das Turnierfinale erreichten. Nach dem Sieg in der Staatsmeisterschaft 2022, konnte Lopes mit Palmeiras im November auch deren elften nationalen Meistertitel feiern.
2023 folgte der Sieg im Supercopa do Brasil und er trug in der Gruppenphase der Staatsmeisterschaft von São Paulo mit zwei Toren auch zum Gruppensieg seiner Mannschaft bei. Daraufhin verteidigte er mit seiner Mannschaft in der K.-o.-Phase die Staatsmeisterschaft und wurden somit erneut Meister. Im Verlauf der Campeonato Brasileiro Série A 2023 entwickelte sich Breno Lopes von einem primären Einwechselspieler ab Oktober zu einem regelmäßigen Startelfspieler. Er trug dabei mit seinen erzielten Toren und Torvorlagen zu vereinzelten Punktgewinnen bei, davon zwei entscheidende Siegtore. Womit er mitentscheidend zur brasilianischen Meisterschaftstitelverteidigung beitrug.

## Erfolge
- EC Juventude (2019–2020)
  - Mannschaft
    - Aufstieg in die brasilianische Série B als Halbfinalist der Série-C-Aufstiegsrunde: 2019[18]
    - Aufstieg in die brasilianische Série A als Dritter der Série-B-Meisterschaft: 2020 1

  - Individuell
    - CBF-Spieler des Monats der brasilianischen Série B: September 2020 (in 6 Ligaspielen: 5 Tore und 1 Torvorlage)[8]

- Palmeiras São Paulo (2020–…)
  - Mannschaft
    - Copa-Libertadores-Sieger: 2020, 2021
    - Recopa-Sudamericana-Sieger: 2022 (ohne Einsatz)[19]
    - Gewinn der Staatsmeisterschaft von São Paulo: 2022, 2023
    - Brasilianischer Meister: 2022, 2023
    - Supercopa-do-Brasil-Sieger: 2023

  - Individuell
    - Man of the Match: Copa-Libertadores-Finale 2020[20]
    - Erfolgreichster Jokerspieler der brasilianischen Série A: 2021[13]